# プロセルピナの略奪
プロセルピナの略奪 (プロセルピナのりゃくだつ、イタリア語: Ratto di Proserpina、英語: The Rape of Proserpina) は、17世紀イタリアの芸術家ジャン・ロレンツォ・ベルニーニが1621年から1622年にかけて制作した大型の大理石彫刻で、春の女神プロセルピナを我が物として連れ去ろうとする冥界の神プルートーを描いたものである。この作品を完成させたとき、ベルニーニは弱冠23歳の若者であった。なお、本作品のことを英語では "The Rape of Proserpina" と言うが、この Rape は「我が物とする」「連れ去る」「差し押さえる」という意味のラテン語 raptus に対する伝統的な訳語であり、性的暴力を指すものではない。

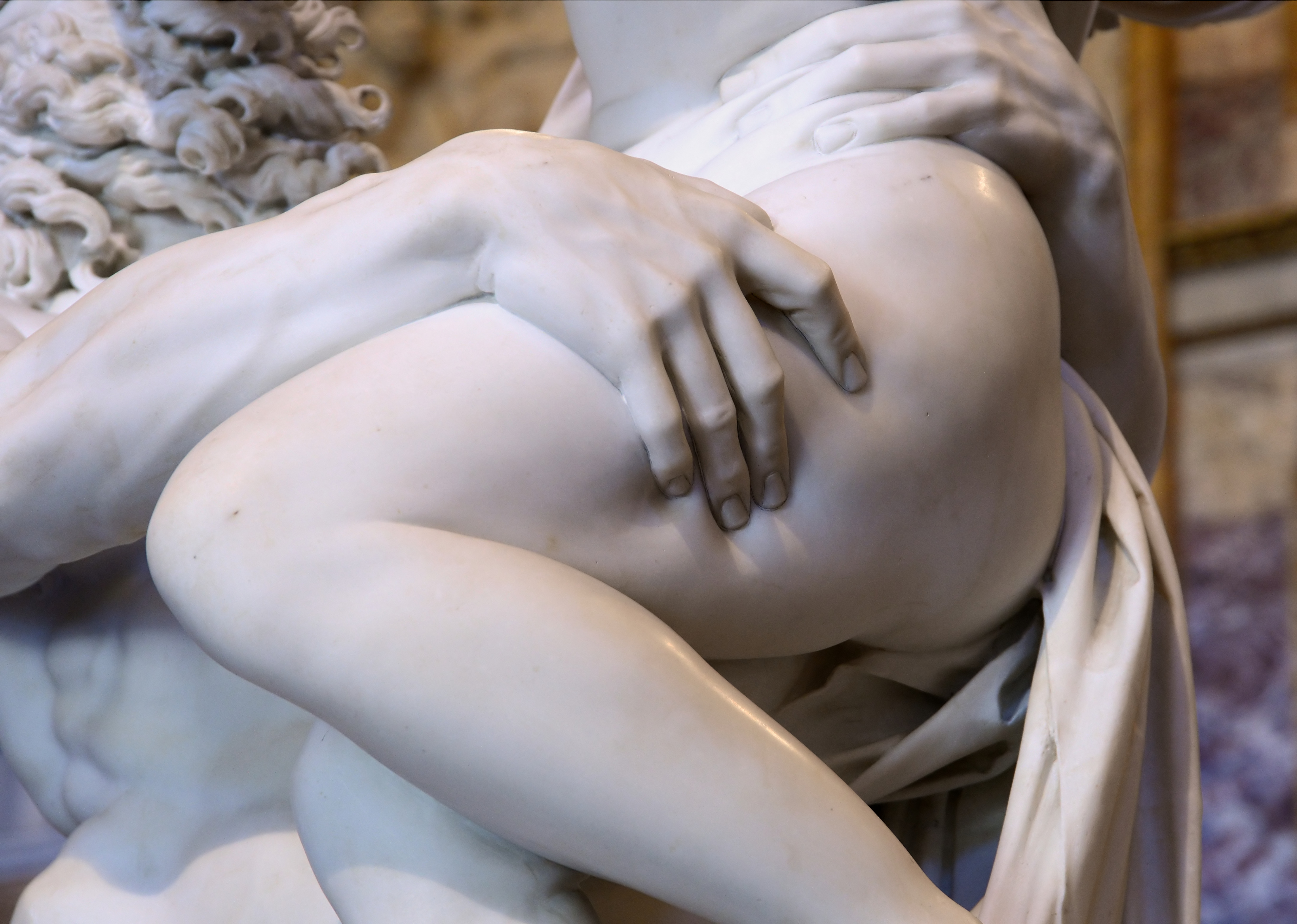
細部

## 制作

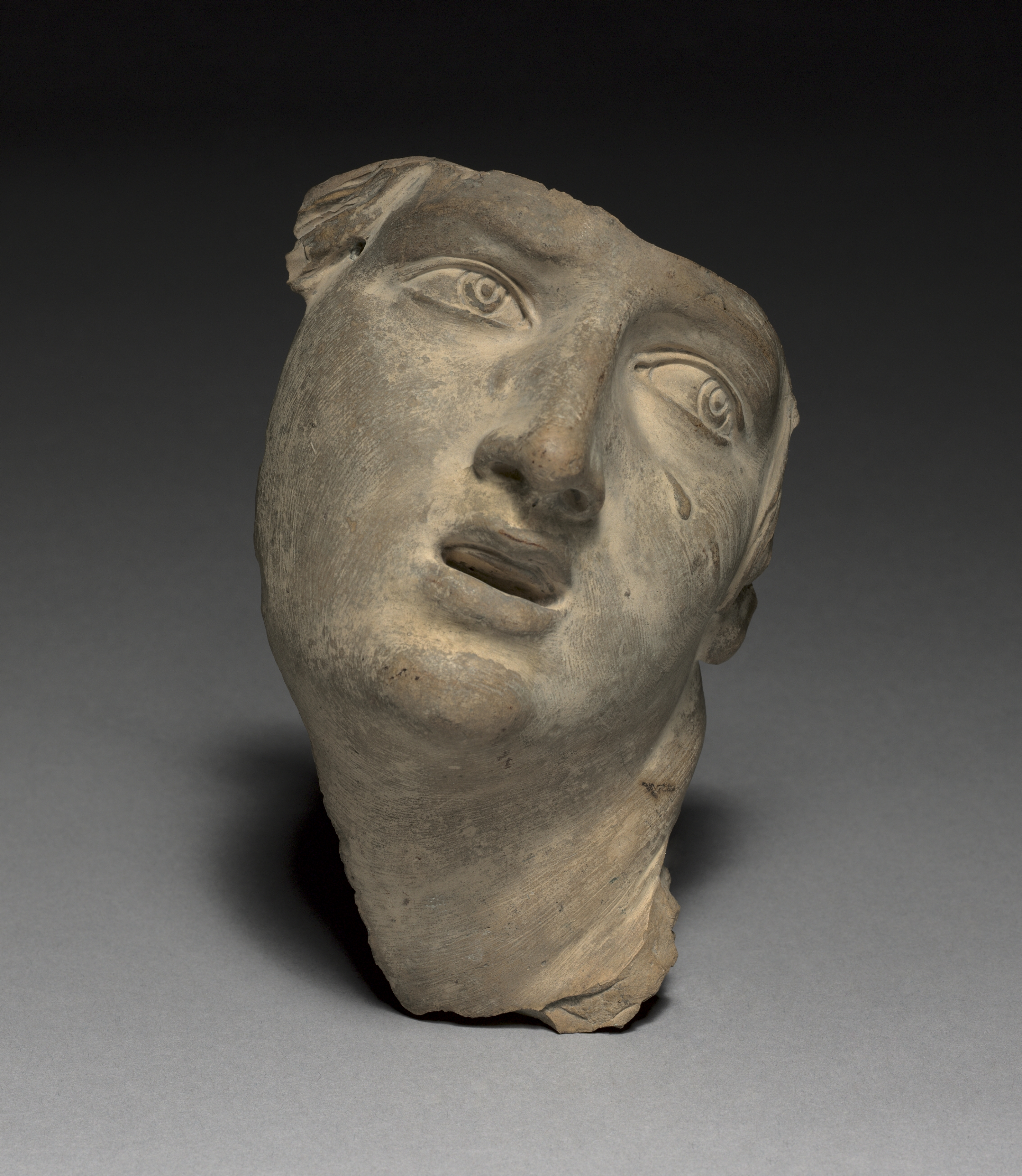
クリーブランド美術館に所蔵されているプロセルピナの頭部。長くベルニーニによる習作とされていた。

初期の多数のベルニーニ作品と同様に、シピオーネ・ボルゲーゼ枢機卿の依頼で制作されたもので、おそらくシピオーネの叔父教皇パウルス5世 (1621年没) の肖像画と同時に発注されたものと考えられている。ベルニーニは3回に分けて制作費を受け取っており、本作品には少なくとも450スクードが支払われている。1621年に制作に着手し、1622年に完成した。完成後まもなく、シピオーネはルドヴィーコ・ルドヴィーシ枢機卿に本作品を譲り、ルドヴィーシは自らの別荘ヴィラ・ルドヴィーシに持ち込んだ。その後、イタリア政府が買い戻して1908年にボルゲーゼ美術館に戻された。

## 批評
本作品には、多くの批評家が賞賛の声を寄せてきた。ルドルフ・ウィットカウアーは「このような誘拐シーンの表現は、ベルニーニが次の150年の動感表現のコンセプトを先取りしたものだった」と述べている。ハワード・ヒバードも「肌の質感、宙に舞う髪、ペルセポネーの涙、そして強大な力にねじ伏せられる少女の肉体」など、ベルニーニが硬い大理石を彫ることで成し遂げた表現効果に言及している。また、「逃れようとして腕を投げ出すプロセルピナと、その腰に手を回すプルートー」というシーンの選択も後の作品に影響を与えている。ベルニーニの息子で伝記作家のドメニコは、それを「優しさと残酷さの驚くべきコントラスト」と評している。
しかし、18世紀から19世紀にかけてベルニーニの評価が低下すると、批評家の批判に曝されるようになった。18世紀のフランス人ジェローム・デ・ラ・ランデは「プルートーの背中はめちゃくちゃ。極端に派手で、没個性で、表現に気高さがなく、輪郭も悪い。女性の姿態もよいとはいえない」と書いたとされる。ヴィラ・ルドヴィーシに観覧に訪れた別のフランス人も「プルートーの頭はまるで下品なゲイだ。冠と顎髭が滑稽な空気を生み、筋肉は強調されすぎてポーズを取っているようだ。真の神性の見られない張りぼての神だ...」と酷評している。
また、「体重を踏み出した左足にかけたプルートーと身体を大きく捩って逃れようとするプロセルピナ」という構図のコントラポストまたはフィギュラ・セルペンティナータに言及する批評家も多い。これはマニエリスム、特にジャンボローニャの『サビニの女たちの略奪』を彷彿とさせるが、一方でベルニーニの構図は鑑賞者が視点を変えることなく情景の全体像を把握することを可能にしている。他の視点から鑑賞することで情景の細部をより深く理解できるのは当然として、ある視点から鑑賞するだけでもプロセルピナの絶望とプルートーがプロセルピナをどうにか絡め取ろうとするさまを一望することができるからである。これはジャンボローニャとはまったく対照的で、『サビニの女たちの略奪』では鑑賞者が像の周囲を歩き回り、人物それぞれの表情を見なければならない。

## 関連作品
- クリーブランド美術館に所蔵されているプロセルピナの頭部の彫像は、長らくベルニーニの習作であるとされていたが、現在はおそらくベルニーニと関わりのある芸術家によるものだと考えられている[10]。
- 1811年、ロシアの彫刻家ヴァシリー・デムト＝マリノフスキーは『プロセルピナの略奪 (The Abduction of Proserpina)』を制作した。これは現在サンクトペテルブルクにある。
- ジェフ・クーンズの『プルートとプロセルピナ (Pluto and Proserpina)』は、高さ11フィートのステンレス鋼製の彫刻で、透明なカラーコーティングが施され生花が添えられている。2016年にアルゼンチンのデベロッパーで収集家のエドゥアルド・コスタンティーニがフロリダ州バル・ハーバーに完成予定の自身のコンドミニアムの渡り廊下に飾るために購入した[11]。
- ドイツ・ポツダムのサンスーシ宮殿にはゲオルク・フランツ・エーベンバッハによる複製品が展示されている。

- フォルリのサッシ・マシーニ宮殿の中庭には、フランチェスコ・アンドレオリが1818年に制作した『プロセルピナの略奪 (The Rape of Proserpina)』が展示されている。

## 逸話
第一次世界大戦中、本作品は損傷を防ぐために箱と土嚢で養生が行われた。